# ليو ماركس (كاتب)
ليوبولد سامويل «ليو» ماركس (بالإنجليزية: Leo Marks)‏ (ولد يوم 24 سبتمبر عام 1920 - توفي يوم 15 يناير عام 2001) هو كاتب وكاتب سيناريو وكاتب شيفرات إنجليزي. ترأس إبَّان الحرب العالمية الثانية مكتب الشيفرات الذي يدعم عناصر المقاومة في أوروبا المحتلة التابع لمنظمة تنفيذية العمليات الخاصة (SOE) السرية. أصبح ماركس بعد الحرب كاتبًا مسرحيًا وكاتب سيناريو، إذ كتب سيناريوهات مستخدمًا فيها خبرته في كتابة الشيفرات وقت الحرب. كتب ماركس سيناريو فيلم «توم مختلس النظر» المثير للجدل من إخراج مايكل باول والذي كان له أثر مدمر على مسيرة باول المهنية، ولكن مارتن سكورسيزي وصف الفيلم في فترة لاحقة بالتحفة السينمائية. نشر ماركس عام 1998 خلال آخر مراحل حياته كتابًا بعنوان «بين الحرير والسيانيد» يشرح فيه تاريخه وخبرته خلال الحرب وينتقد فيه قيادة منظمة تنفيذية العمليات الخاصة (SOE).

## بدايات حياته
ماركس هو ابن بينجامين ماركس المالك الشريك لمتجر ماركس وشركائه لبيع الكتب الأثرية  الواقع في تقاطع شارع شارينغ بلندن. تعرّف ماركس على علم التشفير في سن مبكرة حينما أطلعه والده على قصة «الحشرة الذهبية» للكاتب إدغار آلان بو.
ونظرًا لاهتمامه الباكر فقد عرض ماركس مهاراته في فك الشيفرات من خلال فك رموز الأسعار السرية التي كان يكتبها والده على أغلفة الكتب. أصبح متجر الكتب لاحقًا مشهورًا نتيجةً لكتاب «84 تقاطع شارع شارينغ» والذي يستند على المراسلات الدائرة ما بين الكاتبة الأمريكية هيلين هانف والمشتري الرئيسي من المتجر فرانك دويل.

## العمل في التشفير

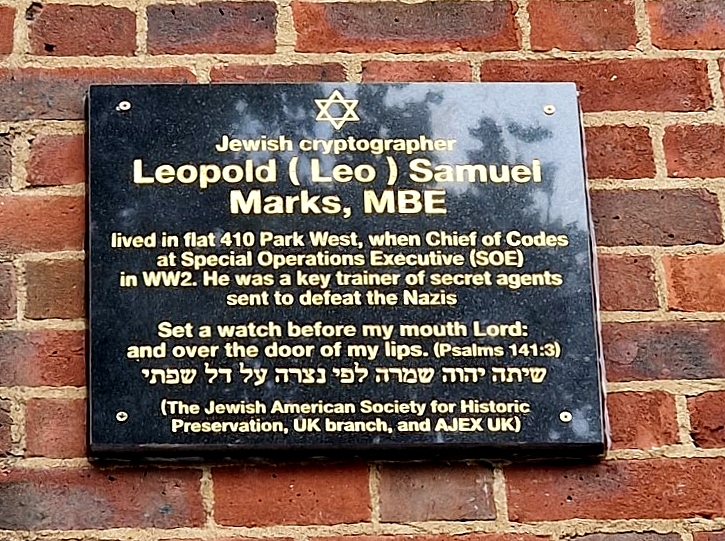
لوحة تاريخية لليو ماركس على المبنى الذي عاش فيه خلال الحرب العالمية الثانية.

جُند ماركس في شهر يناير من عام 1942 وتدرب بصفته كاتب شيفرة، وعلى ما يبدو أظهر القدرة على إنهاء عمل أسبوع كامل في التدريب على فك الرموز بعدة ساعات. وعلى عكس بقية طلاب دُفعته الذين أرسلوا للعمل في مركز فك الشيفرات البريطاني الواقع في حديقة بلتشلي، فقد اعتُبر ماركس غير مماثل لبقية أفراد دفعته وعُيّن في منظمة تنفيذية العمليات الخاصة (SOE) المُنشأة حديثًا والواقعة في شارع بيكر، والتي كان هدف إنشائها تدريب العُملاء لتنفيذ عمليات خلف خطوط العدو في أوروبا المحتلة ومساعدة مجموعات المقاومة المحلية. وُصفت منظمة تنفيذية العمليات الخاصة (SOE) على أنها جمعت ثلَّة من الهواة المغمورين وأصحاب العقول المتقدة. كتب ماركس أنه حظي باستقبال مشؤوم لدى وصوله إلى المنظمة عندما كلفه فك شيفرة واحدة يومًا كاملًا بينما كان يتوقع أن ينهيها في 20 دقيقة لأن المنظمة وعلى غير عادتها نسيت أن تقدم له مفتاح فك التشفير.
كان ماركس يُرشد العملاء من الحلفاء الذين كانوا يُرسلون إلى أوروبا المحتلة وكان من بينهم نور عنايت خان وفريق جروز سوالو المكون من المخربين النرويجيين الأربع العاملين في منطقة تيليمارك وصديقه المقرب «تومي» يو-توماس والملقّب بـ«الأرنب الأبيض». في المقابلة المرفقة مع نسخة الدي في دي من فيلم «توم مختلس النظر» اقتبس ماركس قول الجنرال دوايت أيزنهاور الذي أشار إلى عمل مجموعة ماركس كان من شأنه أن قصّر عمر الحرب بثلاثة شهور منقذًا أرواحًا لا تحصى.
لعب الممثل أنطون ليسر دور ماركس في مسرحية دافيد مورلي «عشاء بارد خلف أبواب هارودس» من إنتاج راديو بي بي سي الرابع. اُستلهمت المسرحية الخيالية من المحادثات التي أجراها مورلي مع ماركس وبناءً على أحداث حقيقية وقعت في منظمة تنفيذية العمليات الخاصة (SOE). واشترك في هذه المسرحية الممثل ديفيد جايسون والممثلة ستيفاني كول التي أدت دور ضابطة الاستخبارات البريطانية فيرا أتكينس.

### تطوير ممارسة التشفير
كانت إحدى أولى التحديات التي واجهها ماركس تتمثل بالتخلص من الشيفرات المتحولة المزدوجة باستخدام مفاتيح موجودة في قصائد منتقاة. كان للقصائد المشفرة إيجابية محدودة لكونها سهلة التذكر ولكن لها سلبيات كبيرة، بما في ذلك أمن تشفير محدود وحجم رسالة أساسي صغير (القصائد القصيرة سهلة التفكيك) وحقيقة أن تعقيد الطريقة يسبب أخطاء بالتشفير.
عززت ابتكارات ماركس من أمن التشفير خصوصًا مفاتيح الاستنباط، نُسب له ابتكار رسالة لوحة الوقت الواحد، ولكن بينما اكتشف الطريقة بمفرده، وجد لاحقًا أن الطريقة مستخدمة بالفعل في مركز التشفير البريطاني في بليتشي.

### تفضيل القصائد المشفرة الأصلية
بينما كان يحاول تجنب استخدام القصائد المشفرة إلا للحالات الطارئة، حسّن ماركس من أمنها التشفيري من خلال تعزيز استخدام القصائد الأصلية مفضلًا إياها على القصائد المعروفة على نطاق واسع، ما يُجبر محلل الشيفرة على اتباع الطريقة الأصعب لكل رسالة بدلًا من معرفة كل مفاتيح العميل من خلال فك شيفرة رسالة واحدة (أو جزء فقط من المفتاح). كتب ماركس عدة قصائد استخدمها العملاء لاحقًا، لعل أكثرها شهرةً تلك التي أعطاها للعميلة فيوليت سزابو بعنوان «الحياة التي أمتلكها»، والتي حصدت شعبيةً كبيرة عندما استُخدمت  في الفيلم الذي أنتج عنها وكان عنوانه «نَقش اسمها بالفخر». وفقًا لكتابه، فقد كتب هذه القصيدة عشية عيد الميلاد عام 1943 لحبيبته روث والتي توفيت في حادث تحطم طائرة في كندا والتي يُفترض أنها ابنة رئيس منظمة تنفيذية العمليات الخاصة (SOE) بالمعمودية السير تشارلز جوسلين هامبرو. تقول القصيدة:
الحياة التي أمتلكها
هي كل ما أملك
والحياة التي أمتلكها
هي ملك لكِ.
الحب الذي أمتلكه
للحياة التي أمتلكها
ملك لكِ ولكِ ولكِ.
النوم الذي يجب أن أحصل عليه
والراحة التي يجب أن أحصل عليها
ولكن الموت لن يكون إلا توقفا.
من أجل سلام سنواتي
في العشب الأخضر الطويل
سيكون لكِ ولكِ ولكِ.

### نشاطات الجستابو والطلاسم المستخدمة
هدد متعقبو الإشارات من الجستابو مشغلي الراديو السريين، وكان متوسط عمرهم يقدر بستة أسابيع، ولذا كان البث القصير والقليل من صاحب الشيفرة ذو قيمة عالية. قد يسبب الضغط أخطاءً من العملاء في تشفير الرسائل، وكان على المحطة الرئيسية إخبارهم أن يعيدوا تشفير الرسائل (نشاط آمن عادةً) وإعادة بثها (نشاط خطر، ويزيد من الوقت الذي تستهلكه الرسالة لتصل). أسس ماركس، استجابةً لهذه المشكلة، وأنشأ ودرّب مجموعة تتموضع في جريندون أندروود في بكينغهامشاير لفك رموز الرسائل المطلسمة بحيث يمكن التعامل معها في إنجلترا دون تعريض حياة العميل للخطر من خلال إعادة إرسالها من الميدان. أدت ابتكاراته الأخرى في الترميز المبسط في الميدان إلى تقليل الأخطاء وجعل الرسائل الأقصر ممكنة وعليه قللت من وقت الإرسال.

### لعبة إنجلترا في هولندا
لم يُعدم الألمان مشغلي الراديو الذين أمسكوا، فقد كان الهدف هو عكس انتمائهم واستخدامهم أو استخراج أكبر قدر من المعلومات منهم لمحاكاتهم. من أجل سلامة كل الدوائر تحت الأرضية كان من المهم تحديد ما إذا كان العميل أصليًا وحرًا. ادعى ماركس أنه أصبح مقتنعًا (لكن لم يستطع إثبات) أن عملائهم في هولندا اكتُشفوا من قبل وكالة مكافحة التجسس الألمانية أبويهر. أشار الألمان إلى عمليتهم باسم لعبة الإنجليز. وقعت تحذيرات ماركس على آذان صمّاء ويُعتقد أن 50 عميلًا أرسلوا إلى هولندا ليلقوا حتفهم. نُشر الجزء المقابل من القصة في كتاب صدر عام 1953 من الألماني هيرمان جيسكنس نظير ماركس في الميدان وأتى الكتاب بعنوان «لندن تدعوه القطب الشمالي».

### تقديم التقارير إلى العميد جوبينز
يصف ماركس في كتابه (ص 222-223) المذكرة التي كتبها والتي تفصّل كيف أن الرسائل الواردة من هولندا يكتبها إما الألمان أو عملاء انقلب ولاؤهم. حاجج ماركس أنه، بمعزل عن الظروف المروعة، لا يوجد عميل هولندي واحد يكون بهذا الإجهاد ليرتكب أخطاءً في تشفير الرسائل، كان على ماركس مواجهة العميد (الذي نال لاحقًا لقب سير) كولين جوبينز:
«وصفه تومي ]صديق ماركس المقرب[ أنه شخصٌ صلب وذكي جدًا ويجب أن يكون مدير الوحدة التالي، كان قصيرًا كفايةً ليُشعرني أني متوسط الطول بشارب مصقول مماثل لمظهره وعينين لا تعكس ما يعتمل داخل روحه أو أي شيء تافه آخر. كانت عيني الجنرال تعكس مظهر السيوف المتقاطعة المعلقة على كتفيه مُحذرةً أي شخص يقترب منه ألّا يتجاوز الحدود. كنت مصدومًا أن تلك العينين مسلطتنا علي.
استجوب جوبينز ماركس بقسوة، إذ كان يريد أن يعرف من رأى التقرير الذي يحمله ماركس ومن كتبه (ماركس كتبه بالفعل):
كان هناك تحذير مبطن في تلك العينين؛ -ماذا أخبرت العقيد تيتلمان عن الوضع الهولندي؟
لا شيء سيدي، أخبرت ألّا أناقش أوضاع البلد.
وهل تطيع الأوامر التي توجه إليك دائمًا؟
لا، سيدي. ولكن في هذا الوضع فقد فعلت.
ساد صمتٌ كما لو أن السلتي التقى باليهودي على حافة الغريزة، وذهب بعدها كلٌّ منا بطريقه.

## أواخر حياته
بعد الحرب كتب ماركس المسرحيات والأفلام، بما في ذلك «الفتاة التي لم تستطع الاستقالة» 1947 و«العاصفة» 1951 و«أفضل كذبة لعينة» 1957 و«أسلحة في باتاسي» (كاتب مشارك) 1964 و«سباستيان» 1968 و«العصب الملتوي» 1968.
كتب ماركس سيناريو الفيلم الذي أخرجه مايكل بويل بعنوان «توم مختلس النظر»، يدور الفيلم عن قاتل متسلسل يصوّر ضحاياه عندما يطعنهم. أثار الفيلم عاصفةً من الاشمئزاز في ذلك الوقت ووُضف بأنه فيلم شرير وإباحي. أعيد تأهيل الفيلم نقديًا عندما أعرب مخرجون شباب، بمن فيهم مارتن سكورسيزي، عن افتتانهم بالنص الذي كتبه ماركس. طلب سكورسيزي لاحقًا من ماركس أن يؤدي صوت الشيطان في فيلم سكورسيزي «الإغواء الأخير للمسيح».
نشر ماركس عام 1998 قصته عن عمله في منظمة تنفيذية العمليات الخاصة (SOE) في كتاب بعنوان «بين الحرير والسيانيد: قصة صانع شيفرات 1941-1945». كُتب الكتاب في بداية ثمانينيات القرن الماضي ولكن لم يحصل على إذن الحكومة البريطانية للنشر حتى عام 1998. جُمعت ثلاثة قصائد منشورة في هذا الكتاب لتكون أغنية «عملاء موتى» التي أداها جون كايل في أبريل عام 1999 في معهد الفنون المعاصرة في لندن.
يصف ماركس نفسه على أنه لاأدري ولكن غالبًا ما يُشير إلى إرثه اليهودي.

## الزواج والوفاة
تزوج ماركس من رسامة البورتريه إيلينا غاوسين عام 1966. دام الزواج لفترة طويلة وانتهى قبل فترة قصيرة من موته في منزله بسبب السرطان في يناير عام 2001.

## وصلات خارجية
- ليو ماركس على موقع IMDb (الإنجليزية)
- ليو ماركس على موقع أول موفي (الإنجليزية)
- ليو ماركس على موقع أول موفي (الإنجليزية)
- ليو ماركس على موقع قاعدة بيانات الأفلام السويدية (السويدية)
- ليو ماركس على موقع قاعدة بيانات الفيلم (الإنجليزية)
- ليو ماركس على موقع كينوبويسك (الروسية)
- ليو ماركس في قاعدة بيانات الأفلام على الإنترنت (بالإنجليزية)
- صفحة ليو ماركس على موقع صفحات باول وبريسبرغر (بالإنجليزية)
- مقابلة لليو ماركس مع متحف الحرب الإمبراطوري (بالإنجليزية)